# Nidalia agariciformis
Nidalia agariciformis är en korallart som först beskrevs av Simpson 1910.  Nidalia agariciformis ingår i släktet Nidalia och familjen Nidaliidae. Inga underarter finns listade i Catalogue of Life.